# Monteu Roero
Monteu Roero é uma comuna italiana da região do Piemonte, província de Cuneo, com cerca de 1.603 habitantes. Estende-se por uma área de 24,45 km², tendo uma densidade populacional de 67 hab/km². Faz fronteira com Canale, Ceresole Alba, Montaldo Roero, Pralormo (TO), Santo Stefano Roero, Vezza d'Alba.

## Demografia
| Variação demográfica do município entre 1861 e 2011                               |
|                                                                                   |
| Fonte: Istituto Nazionale di Statistica (ISTAT) - Elaboração gráfica da Wikipedia |